# Iluminação automotiva
O sistema de luzes automotivas ou luzes de automóvel é responsável pela iluminação e sinalização das funções de um automóvel, bem como de sua visualização pelos demais motoristas e/ou pedestres. Suas diversas aplicabilidades permitem desde funções simples como iluminação por faróis até complexos sistemas internos de disponibilização de funções em computadores de bordo e outros sistemas que integram alguns veículos.

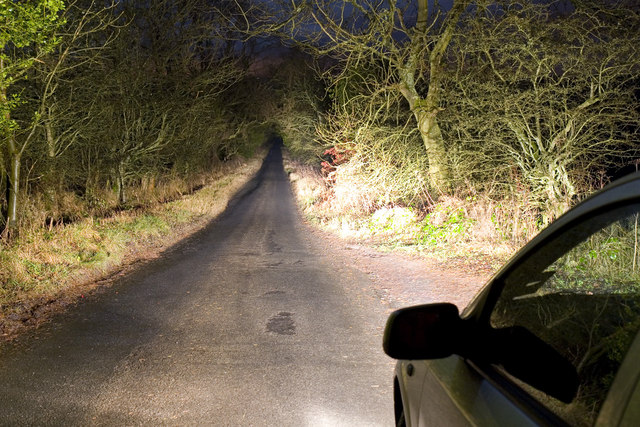
Via escura, iluminada pelos faróis e faróis auxiliares de um veículo.

## História
Desde antes dos automóveis, quando carruagens e charretes circulavam, puxadas por cavalos, já existiam sistemas de iluminação, ainda que primitivos - geralmente à base de velas - do tipo parafina. Com o avanço da engenharia e a disseminação dos automóveis, após seu invento, cada vez mais as luzes automotivas tornaram-se importantes, seja para sua função primária - iluminar caminhos; bem como para outras funções igualmente importantes, tais como sinalizar direções e exibir alertas (luzes de advertência no painel) sobre o próprio veículo. 

## Luzes externas

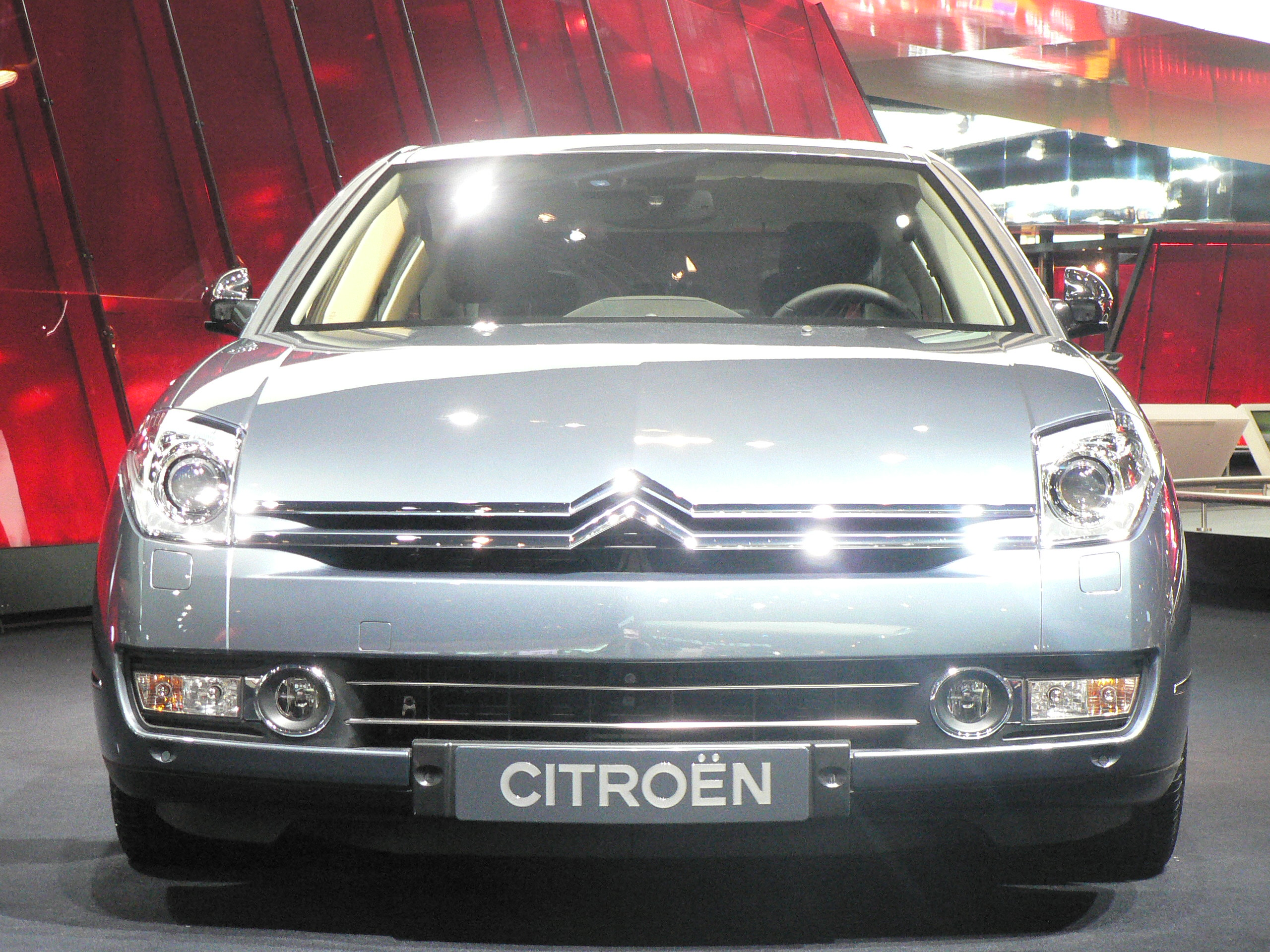
Citroën C6, com faróis (superior), luzes de direção e faróis auxiliares de milha e neblina (abaixo).

Em geral, as luzes externas de um automóvel têm a função de iluminar o caminho e fazê-lo visível aos demais veículos ou pedestres. Em alguns países, seu uso é obrigatório inclusive durante o dia, a fim de tornar os veículos mais fáceis de serem vistos por outros condutores - e assim, eventualmente, evitar acidentes. Há regras diferentes para as cores das luzes a serem utilizadas em cada país.

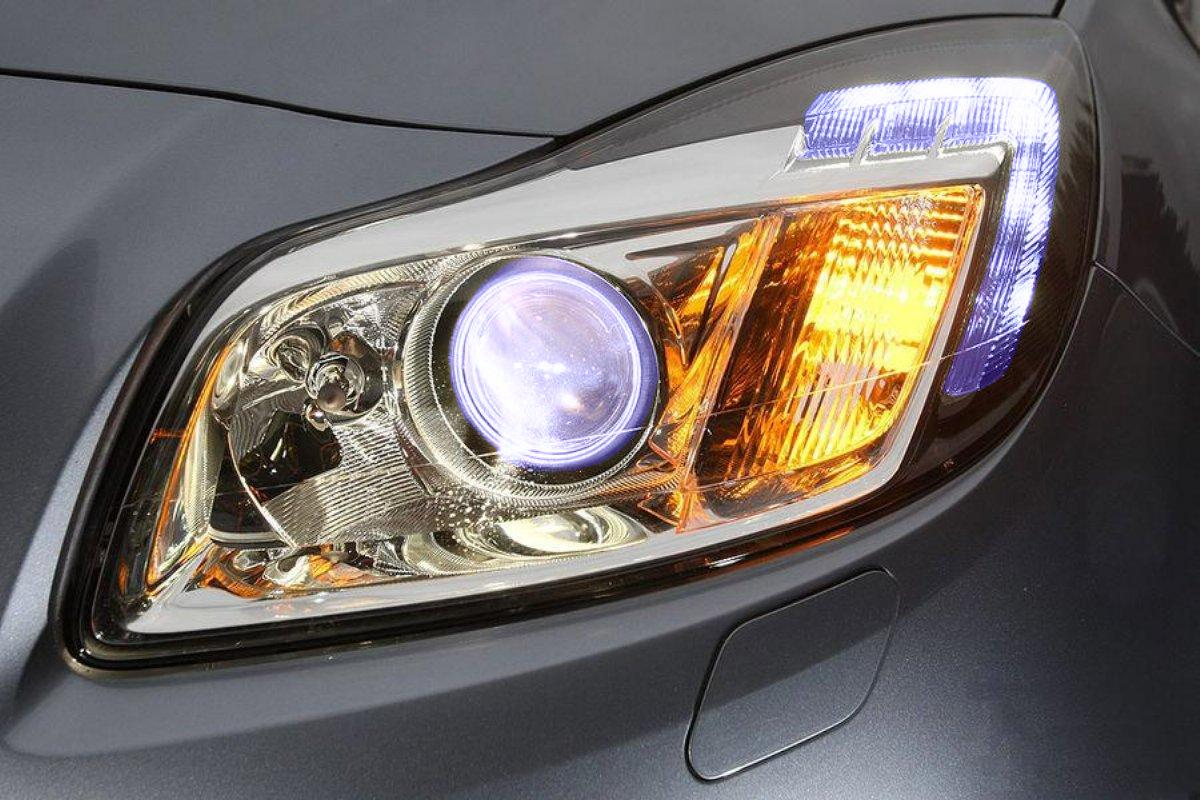
Opel Insignia com luz de presença (direita) em LED, farol baixo de xenônio e luzes de direção âmbar.

### Faróis
Os faróis, sejam de luz baixa(pt-BR)  /médios(pt)  ou alta(pt-BR) / máximos(pt), têm como função iluminar o trajeto de um veículo. Geralmente utilizados à noite, o farol baixo é o mais indicado para boa iluminação das vias percorridas, sem causar irritação aos olhos de outros condutores ou pedestres. O uso do farol alto, geralmente é indicado para vias sem nenhuma iluminação e/ou situações de emergência, como alertar motoristas sobre sua presença ou sobre a presença de obstáculos no sentido contrário - de onde o condutor já veio. Em alguns países, a utilização do farol baixo é obrigatória inclusive durante o dia, para tornar os automóveis mais fáceis de serem vistos por outros motoristas e pedestres, evitando assim acidentes. No Brasil, há projetos de lei em tramitação para tornar o uso do farol baixo obrigatório durante o dia, nos automóveis; nas motocicletas, o uso já é obrigatório.

#### Faróis auxiliares

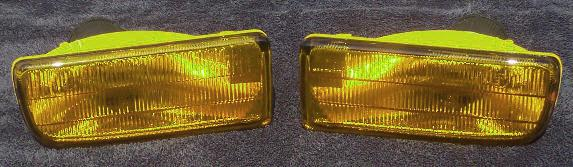
Faróis de Milha, cujo alcance complementa o facho do farol alto.

Geralmente chamados de faróis de milha ou faróis de neblina, estes faróis auxiliares têm como função complementar a iluminação fornecida pelo farol baixo ou até o alto. Os faróis de neblina, mais comuns, destinam-se a auxiliar a visualização do piso logo adiante do veículo, complementando o faixo dos faróis baixos. Já o farol de milha tem como função prover iluminação de longa distância, complementar à fornecida pelo farol alto. Comuns na cor amarela, no passado, atualmente estes faróis são brancos, como os de neblina. Com o avanço da tecnologia dos faróis e o advento dos faróis de xenônio, os faróis de milha são pouco utilizados, atualmente.

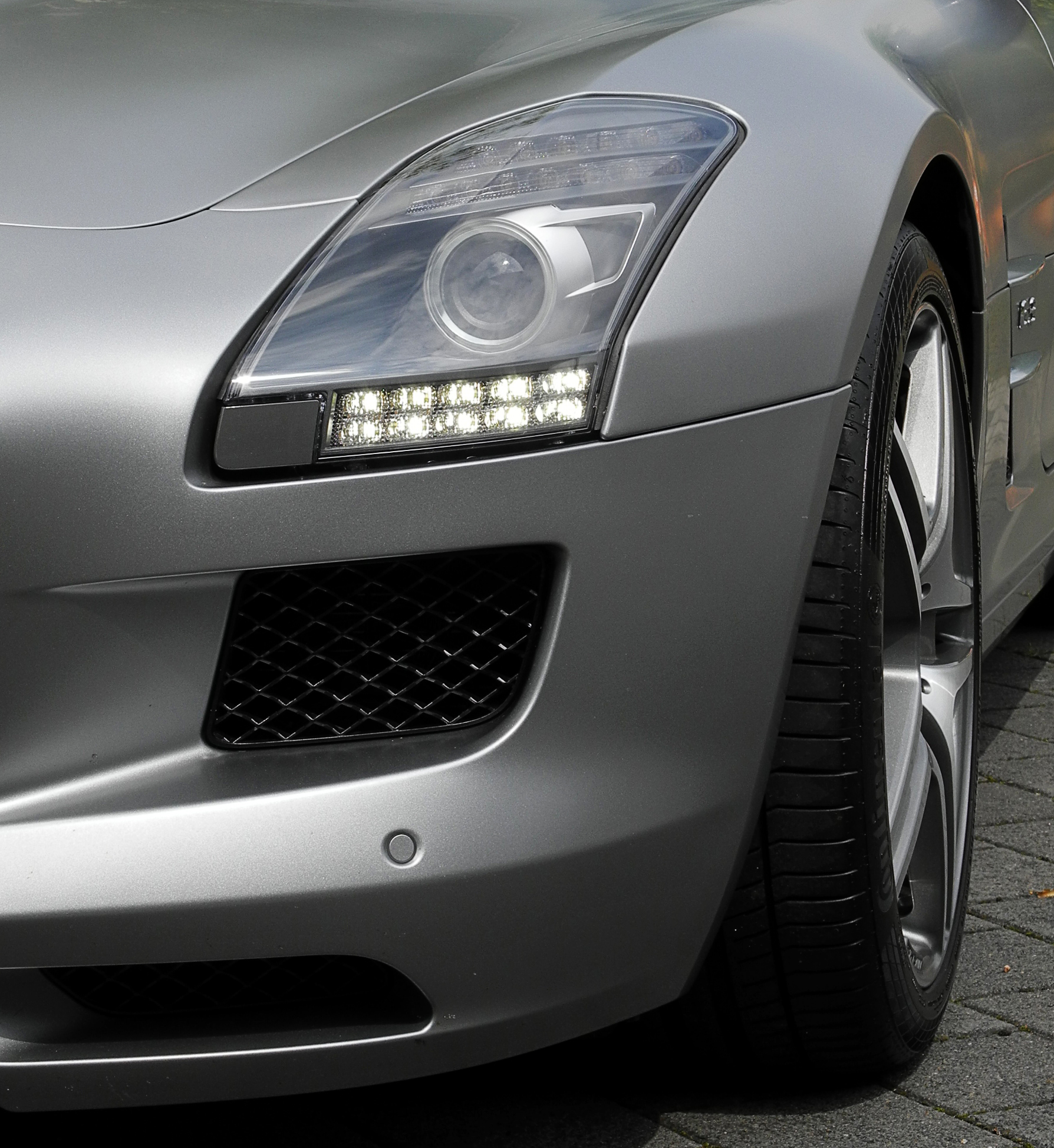
Mercedes-Benz SLS com luzes diurnas (Daytime Running Lights) em LED.

#### Luzes diurnas

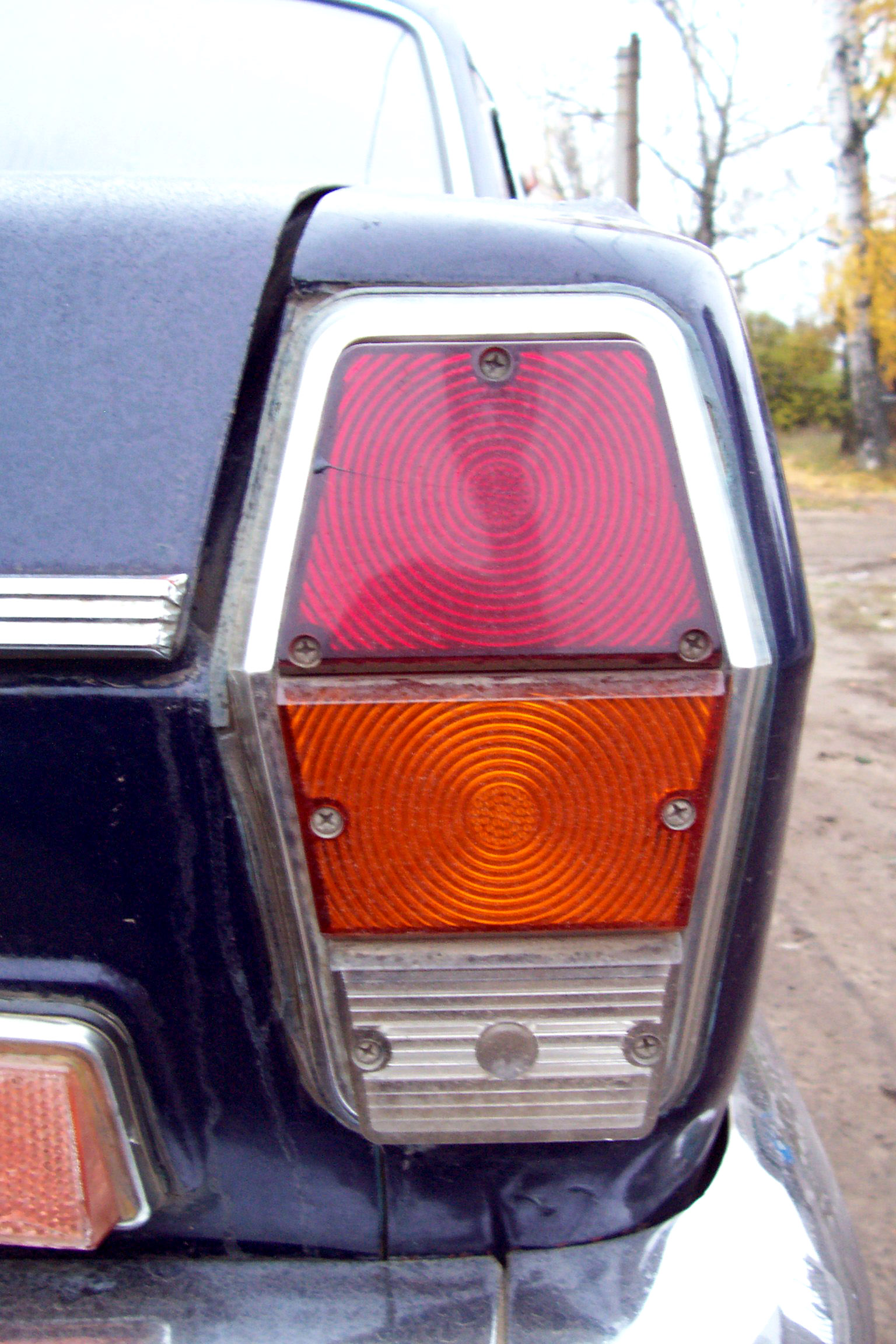
Luzes traseiras de um GAZ Volga 1978.

As luzes diurnas, também chamadas de DRL (Daytime Running Lights) são uma espécie de iluminação independente dos faróis, acionada automaticamente com a ignição do veículo, independentemente do período ser diurno ou noturno. Sua função é tornar o veículo mais visível aos demais condutores, reduzindo o número de acidentes no trânsito. Usualmente são facho de LEDs. Em alguns países, é obrigatória sua presença e utilização nos veículos.

### Lanternas(pt-BR)ou Luzes de presença(pt)
Existem na dianteira e traseira do veículo. Geralmente na parte interna dos faróis, as lanternas dianteiras são pequenas luzes, que clareiam muito pouco a frente do automóvel. Já as lanternas traseiras tem diversas funções. A mais simples é como luz de presença - geralmente na cor vermelha - acesa automaticamente com as faróis ou lanternas dianteiras. Na traseira do veículo, as lanternas normalmente vêm acompanhadas das luzes de direção e marcha-a-ré, além da luz de freio.

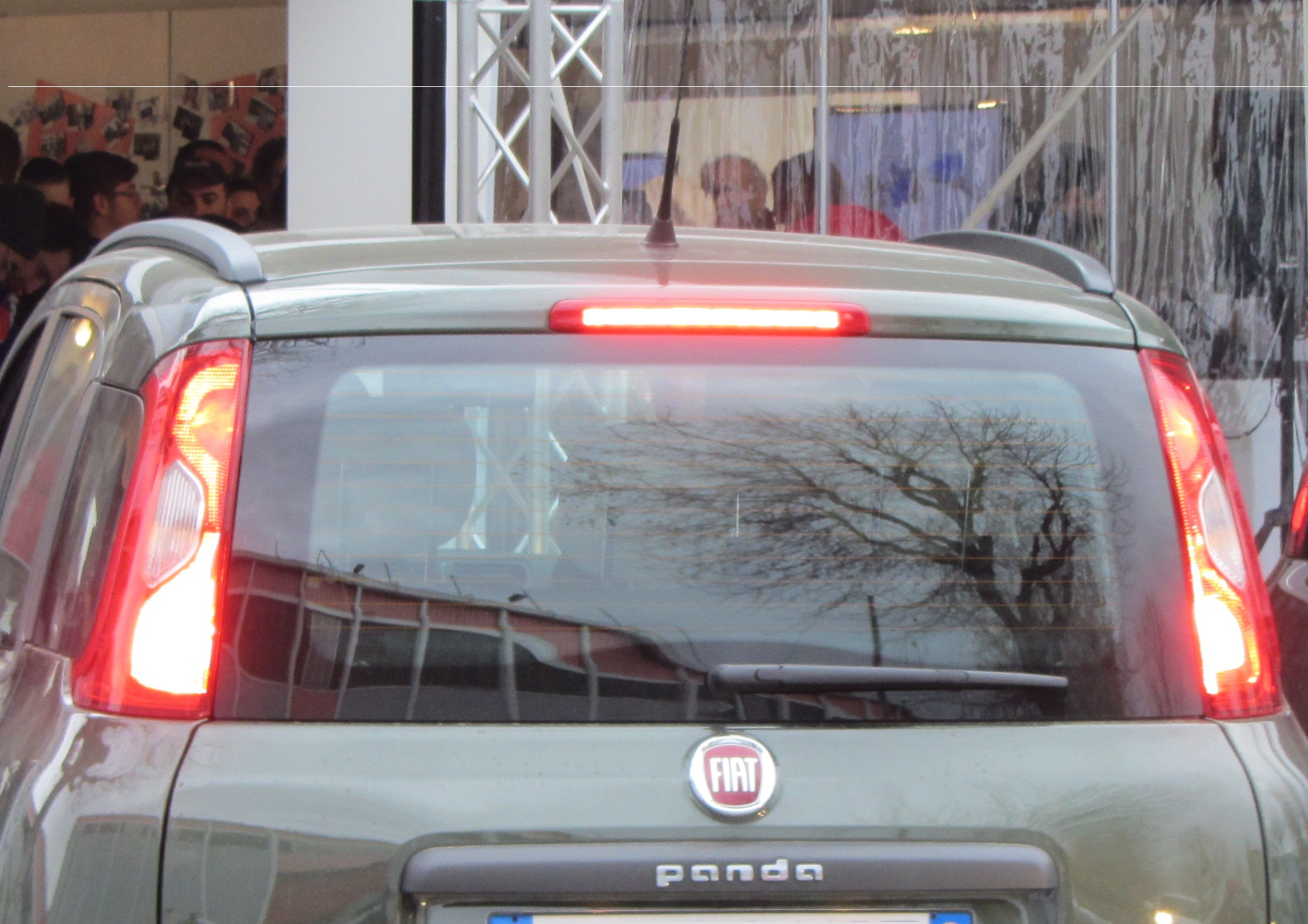
Fiat Panda com luzes de freio acesas e Brake-Light, no topo.

#### Freios(pt-BR)ou Travões(pt)

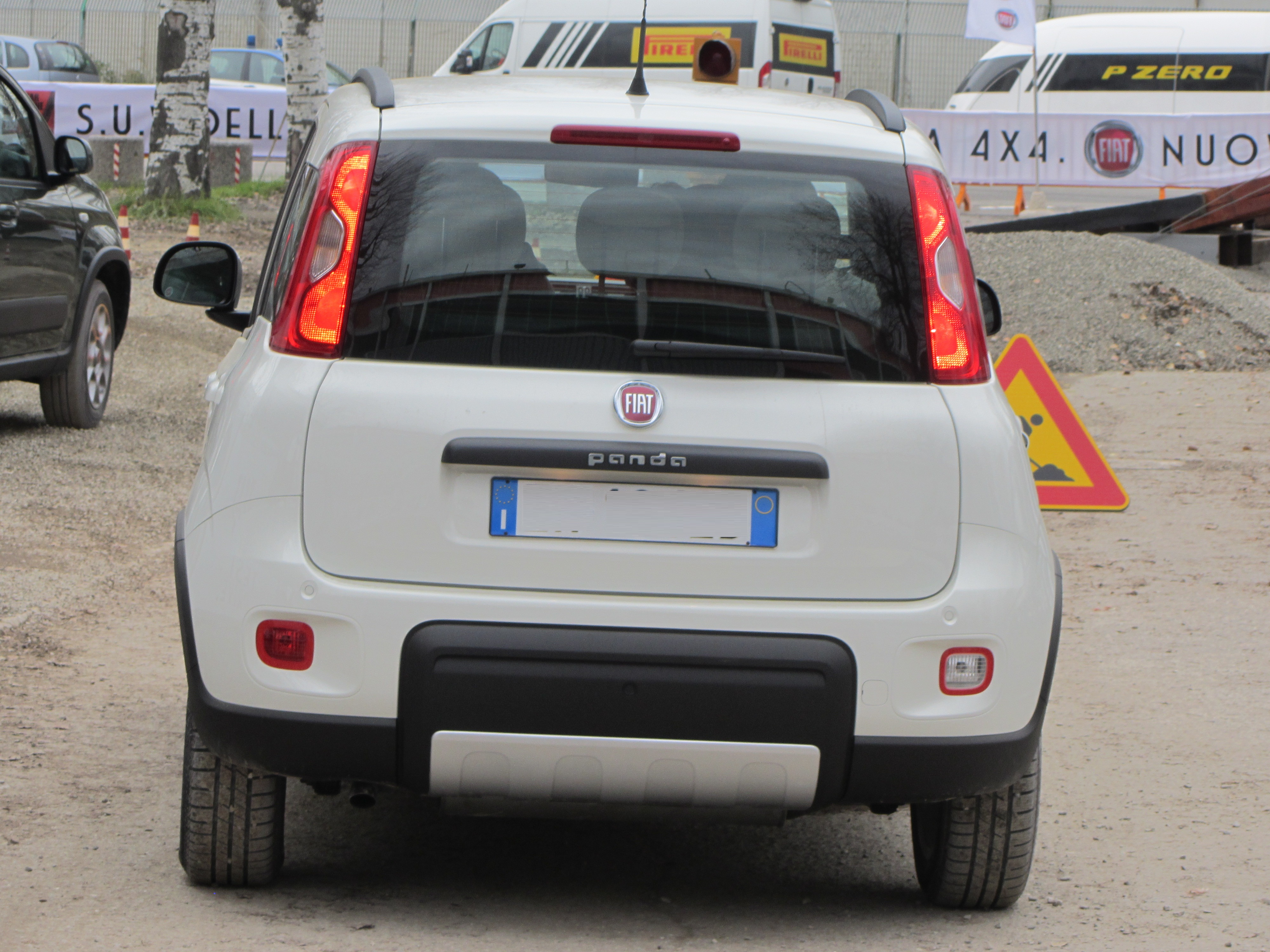
Fiat Panda, com lanterna de neblina (canto inferior, à esquerda).

De vital importância, as luzes de freio têm como função alertar aos demais condutores que o veículo à sua frente está parando/parado. São de cor vermelha e acendem-se num tom mais forte ao das lanternas de presença traseiras.

##### Brake-lights ou Terceira luz de travão
As luzes de freio elevadas (ou Brake-Lights), têm como função disponibilizar visualização auxiliar às luzes de freio, a fim de evitar colisões. Geralmente são instaladas na parte superior dos veículos, centralizadas. Sua presença é obrigatória nos automóveis fabricados e vendidos no Brasil.

#### Lanterna de neblina(pt-BR)ou Farol de nevoeiro(pt)
Trata-se aqui da lanterna traseira de neblina, utilizada na cor vermelha, normalmente em apenas um dos lados do veículo(a fim de evitar sua confusão com as luzes de freio). Sua função é fornecer luminosidade mais intensa, sinalizando aos condutores que vêm atrás sobre a presença de um automóvel adiante. Útil para situações de neblina, chuva ou profunda escuridão.

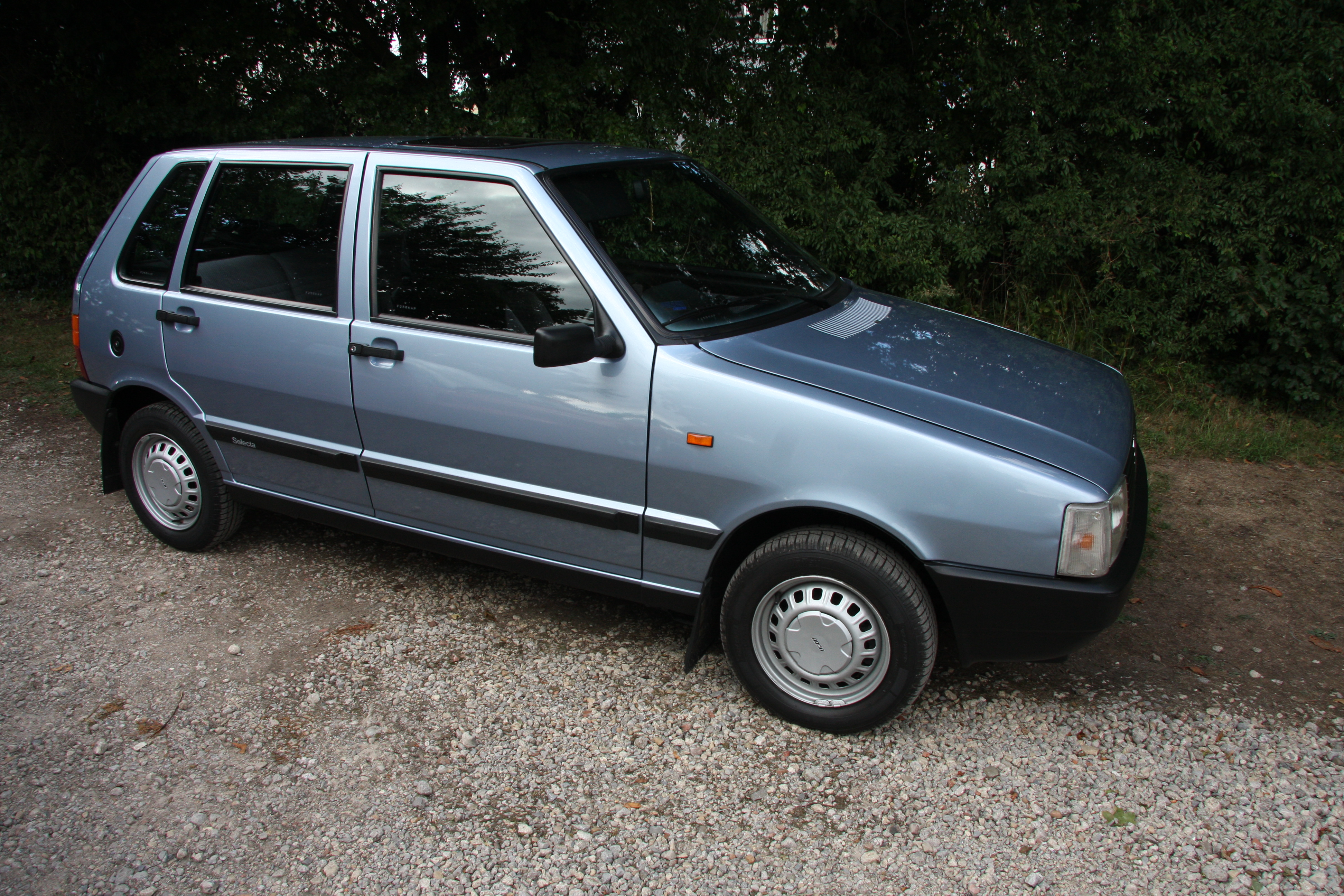
Fiat Uno europeu, com repetidores laterais de direção. O modelo brasileiro também teve este equipamento.

### Luzes de direcionamento
As luzes de direcionamento têm como função informar aos outros condutores e/ou pedestres sobre a direção que o veículo vai tomar, bem como - em alguns casos - sinalizar sua direção para outros condutores que os vejam apenas de lado (situação de cruzamento).

#### Repetidores laterais de direção
Geralmente em tom âmbar (cor laranja-amarelo), repetem a indicação das luzes de direção dianteira e traseira (popularmente chamadas de SETAS no Brasil e PISCAS em Portugal) na lateral, visando informar aos condutores imediatamente ao lado do veículo em questão de que este pretende fazer uma conversão. Em alguns países são obrigatórias. No Brasil, sua presença é facultativa, tendo figurado inclusive em modelos do passado; como a primeira versão do Fiat Uno, que depois teve o item retirado de sua lista de equipamentos. 

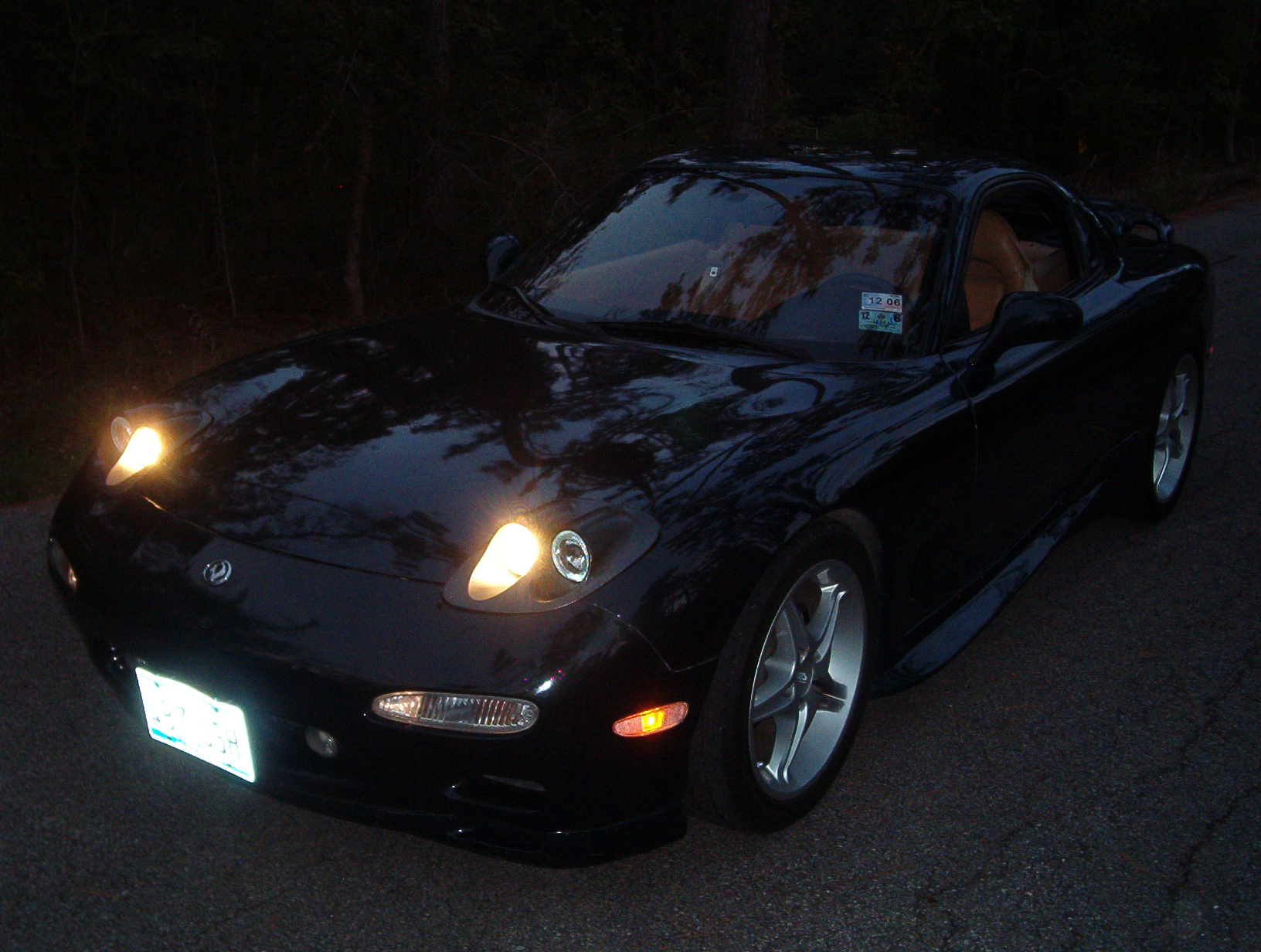
Mazda RX-7, com faróis e lanternas dianteiros acesos e Sinalizadores Laterais de Direção (lateral do veículo).

#### Sinalizadores laterais de direção
Diferentemente dos repetidores laterais de direção, os sinalizadores têm uma função distinta. Criados nos Estados Unidos, os Side Marker Lights tornaram-se obrigatórios em 1968 para todos os veículos produzidos e vendidos naquele país. Seguem a cor âmbar (laranja-amarelo) na lateral dianteira e vermelha, na lateral traseira. Acendem-se junto com as lanternas e faróis e não piscam junto com os repetidores. Sua presença torna a identificação do veículo mais fácil por outros condutores e pedestres, bem como a direção para onde segue - principalmente à noite e em locais escuros. Apesar da segurança oferecida e do baixo custo, sua utilização não é obrigatória no Brasil, todavia é possível observar tais sinalizadores em automóveis oriundos dos Estados Unidos e/ou designados para aquele país. 

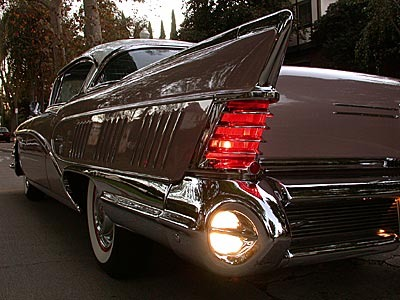
Buick Limited Series 1958, com a Luz de Ré, acesa.

### Luzes de ré(pt-BR)ou Luzes de marcha-atrás(pt)
Instaladas na parte traseira de um veículo, têm como função sinalizar o retorno no sentido contrário dos outros condutores. É obrigatoriamente branca e deve estar presente em todos os automóveis, apesar de não haver obrigatoriedade sobre a presença de duas luzes - alguns automóveis oferecem apenas uma luz de ré.

### Normas nos países
A normatização das luzes difere de um país para o outro, todavia algumas luzes seguem um padrão internacional. Faróis dianteiros, usualmente são brancos. Lanternas traseiras de presença são vermelhas e luzes de ré, brancas. As luzes de direção variam de acordo com a legislação da nação onde estão presentes. Há casos da liberdade de uso da cor vermelha para luzes de direção traseiras e há a obrigatoriedade da cor âmbar para estas luzes, em outras nações.

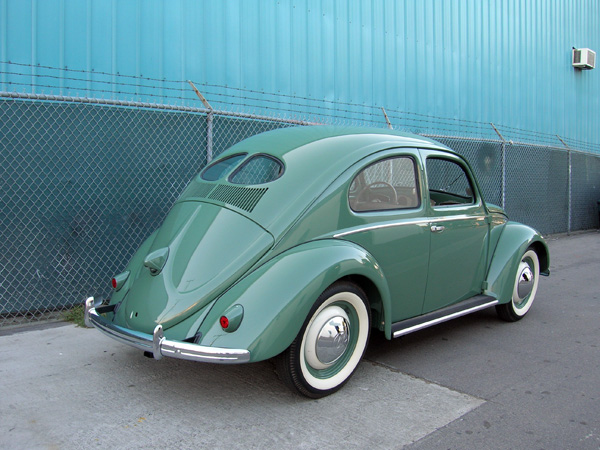
Volkswagen Beetle 1949, sem luz de ré e com repetidores laterais de direção (SETAS) na coluna central.

#### No Brasil
No passado, o Brasil não possuía regras específicas para a luminosidade automotiva. Deste modo, eram permitidos automóveis sem luzes de direção (geralmente até os anos 60) e sem luzes de ré(até o fim dos anos 70). A cor das luzes não seguia parâmetros fixados, porém mantinha-se próxima aos padrões internacionais da época, com luzes âmbar para direção na frente, vermelhas atrás para direção e presença e o uso livre de faróis auxiliares amarelos ou brancos. Durante os anos 80, legislações impuseram a obrigatoriedade das luzes de ré, direção e freios, bem como determinaram os tons de cores para cada. Branco para ré, âmbar para direção, dianteira e traseira e vermelha para presença e freios. Mais recentemente, em 1998, as regras foram atualizadas, liberando a utilização da cor vermelha para luzes de direção traseiras(as dianteiras devem continuar âmbar) e lanternas de posição dianteiras na cor âmbar. A legislação, contudo, não obriga a presença de Sinalizadores Laterais de Direção (Side Marker Lights), obrigatórios nos Estados Unidos e cuja presença auxilia na prevenção de acidentes por fornecer melhor visualização do veículo.

## Luzes internas

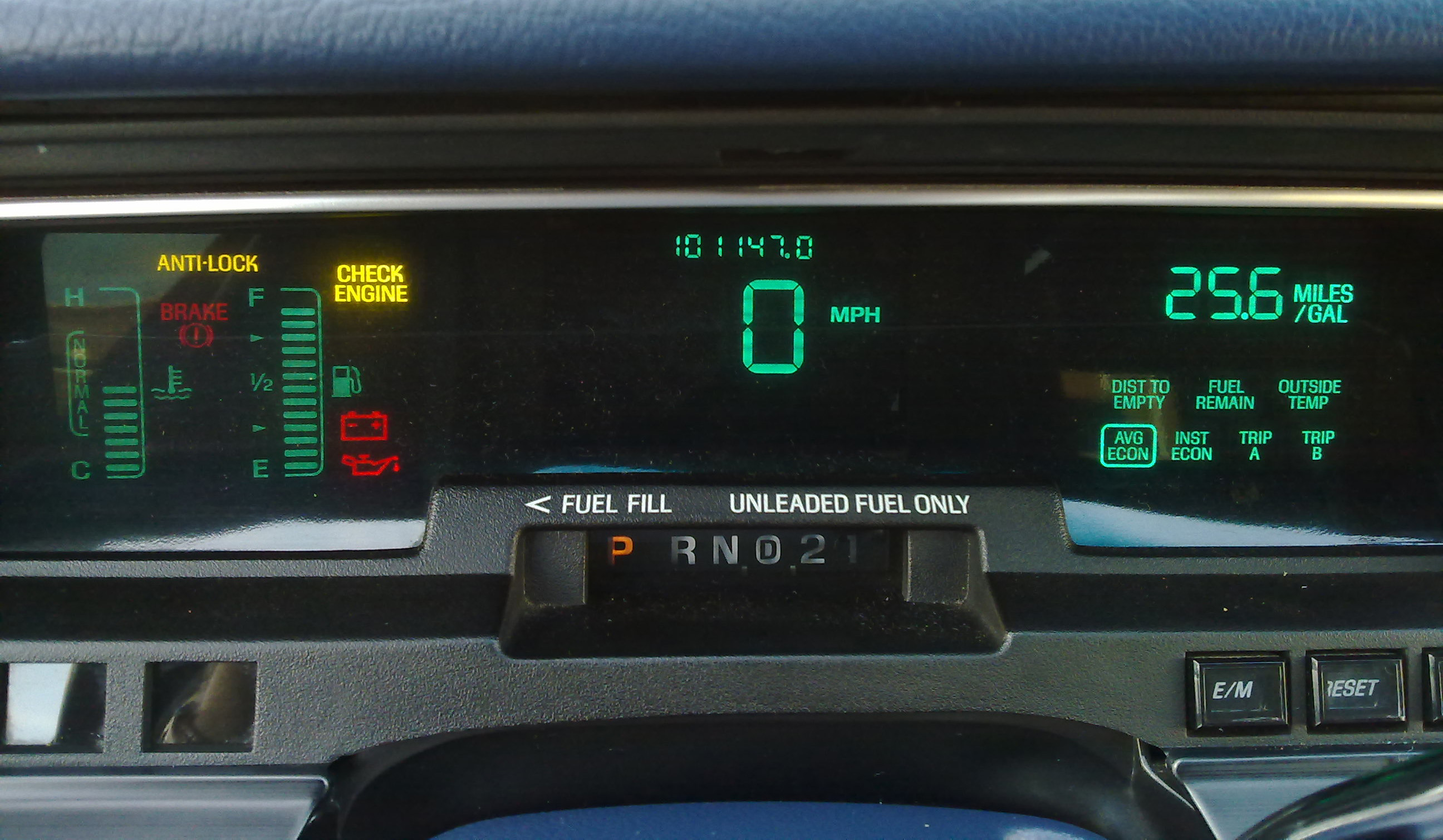
Luzes do painel digital de um antigo Mercury Grand Marquis.

As luzes internas de um veículo possuem diversas funções. Desde a iluminação do habitáculo até avisos sobre cintos de segurança não afivelados, portas destravadas, tanque de combustível na reserva ou panes elétricas e mecânicas. Em alguns automóveis, a presença de painéis digitais possui diversas luzes além das usuais (em painéis analógicos).

## Veículos de emergência

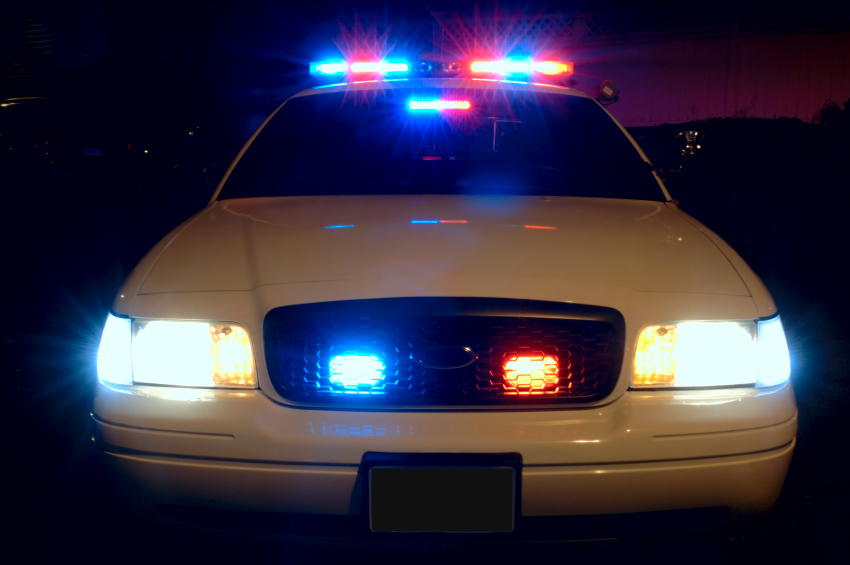
Viatura de polícia americana, com luzes de advertência e emergência acesas.

Os veículos de emergência utilizam sistemas diferentes de iluminação, a fim de chamarem a atenção para si no trânsito e permitir que outros condutores ou pedestres os visualizem mais rapidamente, abrindo caminho para que estes veículos possam atender às emergências para as quais foram demandados, mais rapidamente. Geralmente utilizam sirenes e giroflex.
As ambulâncias são veículos utilizados para resgate e atendimento de vítimas dos mais diversos tipos de acidentes e incidentes. Os bombeiros são equipes de resgate e combate à acidentes e outros incidentes que ofereçam risco à população civil. Seus automóveis possuem sirenes distintas e carregam água e outros produtos para extinguir incêndios. Já os policiais utilizam seus veículos para atender à ocorrências de diversas naturezas, prestar socorro à população e partir ao encalço de suspeitos e pessoas consideradas perigosas aos civis. Os três tipos de veículos possuem cores distintas, mas utilizam-se de sirenes e luzes específicas de alta potência, normalmente giroflex, para fazerem-se visíveis no trânsito.